# Still Mine
Still Mine (Brasil: Sempre Estarei Contigo ) é um filme de drama romântico produzido nos Canadá, dirigido por Michael McGowan e lançado em 2012.